# آینه جریان ویلسون

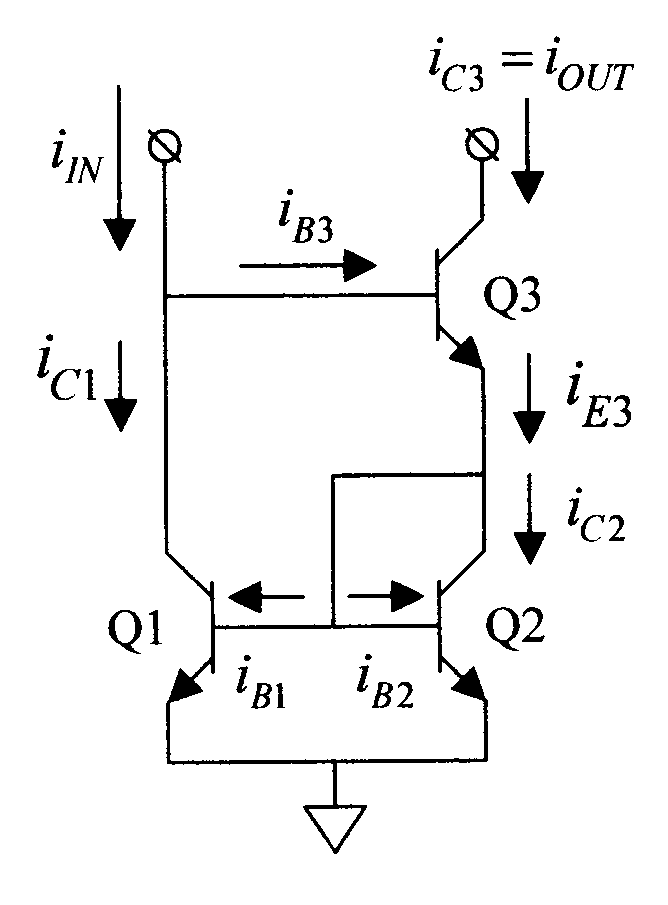
آینه جریان ویلسون

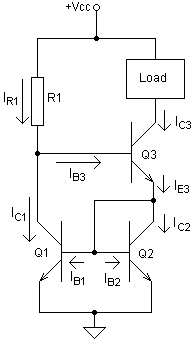
منبع جریان ویلسون

آینه جریان ویلسون (انگلیسی: Wilson current mirror) یک نوع آینه جریان است. این مدار، یک مدار سه ترمیناله است که جریان منبع از ترمینال ورودی وارد آن می‌شود و یک کپی از آن خارج می شود.